# Илия (Бабин)
Епи́скоп Илия́ (в миру Илья́ Проко́пиевич Ба́бин; 13 (25) июня 1852, село Обва, Пермская губерния — 3 апреля 1931, Пешнигорт, Кудымкарский район) — епископ Русской православной церкви, епископ Кудымкарский, викарий Пермской епархии.

## Биография
Родился 13 (25) июня 1852 года в селе Обва (Верх-Язьва, ныне Обвинск) Пермской губернии в семье священника. В двенадцать лет поступил в первый класс Пермского духовного училища, по окончании которого поступил в Пермскую духовную семинарию, по окончании которой 28 августа (9 сентября) 1874 года в числе четырёх лучших семинаристов, после испытаний, зачислен на церковно-практическое отделение Санкт-Петербургской Духовной академии на казённую вакансию как один из лучших семинаристов.
Тема кандидатской работы, над которой он собирался работать: «Критика Евангелий и Евангельской Истории в сочинении Кейма…» На третьем курсе по болезни был вынужден прервать учёбу и вернуться домой до выздоровления. В августе 1877 года возвращается в столицу и получает на экзаменах средний балл 3,985, в то время как для зачисления на IV курс правилами определялся балл не менее четырёх. Своё право продолжить научную работу на повторном годе обучения Илья решает не использовать. В соответствии с правилами он выпускается «из академии с аттестатом на звание действительного студента».
13 (25) октября 1877 года определён смотрителем Якутского духовного училища. Двухгодичное училище в Якутске существовало при семинарии. Служение в Якутии не было простым: «В Якутской епархии число крещеных якутов простирается до 250000, из которых одна восьмая часть знает русский язык. Вследствие незнания русского языка и догматов христианских большая часть якутов придерживается суеверий и шаманства». Господствуют нищета и болезни. Епархиальный вестник печатает «Правила для предотвращения болезней, а главное глазных»: «водой изо рта детей не мыть…».
Впоследствии завершил своё образование в Московской духовной академии со степенью кандидата богословия. Переведён служить в родной пермяцкий край (дата не известна). 20 марта (1 апреля) 1895 года доверенный от крестьян Верх-Язьвинской волости и статский советник Илья Бабин получает благодарность Пермского епархиального училищного совета за «плодотворную деятельность по развитию и укреплению обучения и воспитания крестьянского населения в духе святой православной церкви».
Селяне поручили ему хлопоты по возобновлению монашеской жизни Обвинского Успенского женского монастыря, основанного в конце XVII века и закрытого по указу Екатерины II. Из Вятской губернии были приглашены девушки из мещанских и крестьянских семей. Обвинский женский монастырь был зарегистрирован 9 (22) марта 1905 года «с числом сестёр, какие обитель в состоянии будет содержать на свои средства». 22 мая (4 июня) 1905 года, при участии епископа Пермского и Соликамского Никанора (Надеждина), недавно (30 марта (12 апреля) 1905 года) прибывшего в Пермь с Якутской кафедры, и при громадном стечении молящихся состоялось торжественное открытие Обвинской обители.
Статский советник Илия Прокопиевич Бабин в 1907 году числился законоучителем Красноуфимского промышленного училища. 19 апреля (2 мая) 1908 года рукоположён в сан священника. С 17 (30) апреля 1909 года — протоиерей Благовещенского собора города Кунгура. В 1912 году по случаю его 60-летия Св. Синодом удостоен наперсного креста.
С 1913 года — протоиерей собора в городе Кустанае.
С 1920 года — священник и духовный наставник в Обвинском женском монастыре до её закрытия в 1922 году. Некоторое время переписывался с епископом Андреем (Ухтомским).
В январе 1922 года, в возрасте семидесяти лет, арестован и препровождён в тюрьму в селе Усолье.
Летом 1923 года по наущению волостных властей Обвинская обитель подверглась разорению.
С 1923 года — настоятель Успенской церкви в Обвинске. Приходское собрание Успенского храма отвергло обновленчество и 13 июля 1924 года приняло постановление о признании духовным руководителем в деле веры Патриарха Тихона. Вёл непримиримую борьбу с обновленчеством. В 1927 году написал письмо митрополиту Агафангелу (Преображенскому): «В высшей степени необходимо первое распоряжение Вашего Высокопреосвященства, которое было расклеено на заборах Москвы, как весьма явное доказательство захвата обновленцами церковной власти, от которого они отпираются. Не сохранилось ли это распоряжение у Вашего Высокопреосвященства или в Ярославле у кого-нибудь. Благоволите сделать распоряжение достать его из Москвы и послать ко мне по адресу: в Обвинск Карагайского района Пермского округа, Илье Прокопьевичу Бабину. Буду весьма благодарен, требуют этого и интересы православной староцерковной Церкви».
В 1927 году арестован по доносам за «хуление и проклятье» обновленцев.
13 июня 1928 года агент ОГПУ доносил: «…Кудымкар захвачен обновленцами… Бабин прислал отчаянное письмо, где жалуется на возможные ограничения и стеснения, на упадок пастырской дисциплины и на обновленческое окружение. Работать, говорит, совершенно не дают. Теперь выселяют его из квартиры в бывшем церковном доме, кажется, даже предъявляют какой-то гражданский иск. Пермский протоиерей Богородицкий упорно советует Бабину уехать из Обвинска и устроиться куда-нибудь в другое место, но Бабин и слушать не хочет, хотя против него там сильнейшее недовольство среди ближайших сотрудников».

### Архиерейство
Летом 1929 года хиротонисан во епископа Кудымкарского, викария Пермской епархии. Хиротония состоялась в Перми. Чин хиротонии совершили: Епископ Пермский Павлин (Крошечкин), Епископ Соликамский Хрисанф (Клементьев), епископ Кунгурский Иоанн (Георгиевский).
В 1930 году за контрреволюционные идеи удален с Обвинского прихода в село Пешнигорт. Нередко проводил службы в деревянном Свято-Алексеевском храме в селе Ёгва, освящённом в 1866 году во имя святого преподобного Алексия, человека Божьего. Тихо скончался 3 апреля 1931 года в Пешнигорте в местной больнице. Отпевание совершено местным духовенством. Похоронен на старом Пешнигортском кладбище.